# Christian Gottschalch
Christian Viggo Gottschalch (født 20. maj 1887 i Thisted, død 22. maj 1979) var en dansk visesanger og skuespiller.
Han var søn af apoteker Frederik August Gottschalch og Amanda Christina Henriette Ramm.
Han voksede op i Fåborg. Han blev student i Odense i 1905 og startede som studentersanger. I 1917, efter en musikuddannelse, debuterede han som koncertsanger i Odd Fellow Palæet, hvorefter han turnerede i USA. Han etablerede sig i begyndelsen af 1920'erne som visesanger og optrådte i Bonbonnieren, men opnåede sin første store succes i Tivoli Revyen i 1922 med Hils fra os derhjemme. Senere spillede han på flere af de førende københavnske teatre samt på adskillige provinsturneer. I nogle år, fra 1926, tilhørte han Co-Optimisternes faste stab og var en af kræfterne bag kabaretten "Edderkoppen" sammen med Storm P. I en årrække medvirkede han i studenterrevyerne som forfatter, instruktør og skuespiller. I 1952 startede han som tilrettelægger og vært radioprogrammet "Vers og viser fra aviser".
Christian Gottschalch blev 6. juli 1915 gift i Vejlby ved Århus med skuespillerinden Ellen Gottschalch. Parret fik sønnerne Hans Henrik og Jesper, der begge var frihedskæmpere. Ægteskabet blev opløst i 1930. Den 3. november 1950 giftede han sig i København med Henni Dehn (12. maj 1913 – 9. december 1999)
I 1927 stod han til at skulle arve Rosendal gods i Norge. Dette var ikke populært blandt nordmændene, så i stedet overtog Oslo Universitet Rosendal, og Christian Gottschalch modtog 100.000 norske kroner i erstatning for tabt arveret.
Han ligger begravet i Fåborg.